# Леві бен Яфет
Леві бен Яфет народився Абу Саїд аль-Лои ібн Хасан аль-Басрі (араб. أبو سعيد اللهوي/لاوي إبن حسن البصري , XI століття) — видатний караїмський вчений, який працював у першій половині XI століття, ймовірно, в Єрусалимі чи Рамлі. Він є автором «Кітаб ан-Німа» («Книга благодаті»), що є найдавнішим відомим караїмським збірником думки мутазилітів.
Хоча, як і його батько Яфет бен Алі, він вважався одним із найбільших авторитетів серед караїмів, який називав його «аль-Шайхом» (господарем), жодних подробиць його життя в караїмських джерелах не знайти. Існує навіть плутанина щодо його особистості; в деяких джерелах він переплутаний зі своїм братом або сином Саїдом (комп. Пінськер, «Liqqute Qadmoniyyot», с. 119), а також з мусульманським ученим на ім'я Абу Хашим (Аарон бен Джозеф, "Mibhar, " Paris MS). Леві написав арабською мовою всебічну працю над заповідями, частини єврейського перекладу («Sefer ha-Mitzvot»), які досі збереглися в рукописі (Neubauer, Cat. Бодль. Hebr. MSS. No 857; Штайншнайдер, кат. Лейден, No 22; Санкт-Петербурзький МСС., Збірка Фірковича, No 613). Ця робота, якою користувались майже всі пізніші караїмські кодифікатори, містить цінну інформацію про відмінності між караїмами та рабbнітами (у літературі яких автор добре знав) та розбіжності між самими караїмами. Так, у розділі, присвяченому календар., в якому згадується 1007 рік, Леві стверджує, що в Іраці караїми, визначаючи Рош ха-Шанну, нагадували рабинів, оскільки, як і вони, брали за свою основу осіннє рівнодення, тоді як в деяких місцях караїми повністю прийняли раввbнський календар.
Леві розрізняє погляди щодо календаря на попередніх і пізніших рабинітів, а серед останніх зараховує Саадію, на якого він часто нападає з найсильнішим насильством. У трактаті про цbцит Леві говорить, що він черпав свій матеріал із творів свого батька та своїх попередників. Він виправдовує неадекватність лікування, що позначає деякі частини роботи через відсутність джерел та різні випробування та хвороби, які він зазнав під час її складу.
«Мукаддима» Леві, вступ до перикопів П'ятикнижжя, вже не існує. Фрагмент, про Втор. т. еврейського перекладу Мойсея бен Ісайї Фіруза був у збірнику Фірковича і був виданий «Пінськером», але втрачений під час Кримської війни. Він також написав короткий коментар до «Ранніх пророків», фрагмент якого, що охоплює перші десять розділів Ісуса Навина, все ще існує (Брит. Муз. Або No 308). Штайншнайдер вважає можливим, що Леві також був автором короткого коментаря до Псалмів, знайденого в Британському музеї (№ 336). За словами Алі бен Сулеймана, Леві склав збірник лексикону «Агрон» Давида бен Авраама; однак цьому заперечує Абу аль-Фарадж, який стверджує, що збірник був підготовлений самим Девідом.

## Ресурси
- Kohler, Kaufmann and Isaac Broydé. «Levi ben Japheth (halevi) Abu Sa'id.» [Архівовано 29 червня 2011 у Wayback Machine.] Jewish Encyclopedia. Funk and Wagnalls, 1901—1906; which contains the following bibliography:

- Pinsker, Liḳḳuṭe Ḳadmoniyyot, p. 64 and Index;
- Fürst, Gesch. des Karäert. ii. 143 et seq.;
- Steinschneider, Polemische und Apologetische Literatur, p. 336;

- idem, Hebr. Uebers. p. 945;
- idem, Die Arabische Literature der Juden, § 46.K. I. Br.